# Daniel Masuch
Daniel Masuch (* 24. April 1977 in Duisburg) ist ein ehemaliger deutscher Fußballtorwart.

## Karriere
In der Jugend spielte Masuch bei Viktoria Buchholz, ehe er seine ersten Seniorenjahre beim innerstädtischen Nachbarn Hamborn 07 verbrachte. Von 2000 an spielte er bis 2005 in der Oberliga Nordrhein beim SV Adler Osterfeld, ab 2005 dann beim vorherigen Ligakonkurrenten Rot-Weiß Oberhausen, für den er 33 Spiele in der Regionalliga Nord absolvierte. Zur Saison 2006/07 wechselte er zu Rot-Weiss Essen.
Zur Saison 2008/09 ging er zu Kickers Emden und war dort die Nummer eins. Zur Saison 2009/10 wechselte er zum SC Paderborn 07 und unterschrieb für zwei Jahre. Von 2009 bis 2011 war er auch bei dem Zweitligisten Stammtorwart, aber nach Ablauf seines Vertrages konnte Masuch sich mit seinem Verein nicht auf eine weitere Zusammenarbeit einigen. Er wechselte daraufhin zu Preußen Münster in die 3. Liga und unterschrieb dort einen Zweijahresvertrag bis Sommer 2013. 2015 verließ er den Verein und ließ seine Laufbahn in den unteren Mannschaften des TuS Hiltrup ausklingen. Von 2017 bis 2018 war er als Torwarttrainer beim SC Münster 08 tätig.